# Tombes royales de Selca e Poshtme
Les tombeaux illyriens de Selca e Poshtme (en albanais : Varret e Selcës së Poshtme) sont des tombeaux situés près de Selcë e Poshtme, un village appartenant à la ville de Pogradec en Albanie.

## Histoire
Sur la rive droite de la rivière Shkumbin, à une altitude de 1 040 mètres au-dessus du niveau de la mer, se trouvent les vestiges de l'ancienne ville de Pelion et de la nécropole qui l'accompagne. La via Egnatia romaine la longeait en direction de Thessalonique. Bien qu'il y ait des traces d'activité humaine à l'époque néolithique, le peuplement proprement dit date de l'âge du fer (proto-urbain illyrien) jusqu'à la période urbaine illyrienne (Ve au IIe siècle av. J.-C.), et a atteint son apogée sous la colonisation par les tribus illyriennes d'Enchele à la fin de l'âge du fer. Le site a également été occupé à l'époque romaine comme le montrent les traces d'un bâtiment municipal.
Du IVe au Ier siècle av. J.-C., la ville était la résidence royale des rois illyriens et donc probablement aussi un centre politique et économique important.

### Patrimoine mondial
En 1996, l'Albanie a inscrit les tombeaux royaux de Selca e Poshtme sur la liste des propositions du patrimoine mondial de l'UNESCO.

## Les tombeaux
Les tombeaux royaux sont situés sous l'Acropole, creusés dans la roche et créés sous le règne des rois illyriens (IVe au IIIe siècle av. J.-C.).

### Tombeau I - Chambre funéraire rupestre d'ordre ionique (IVeauIIIesiècleav. J.-C.)

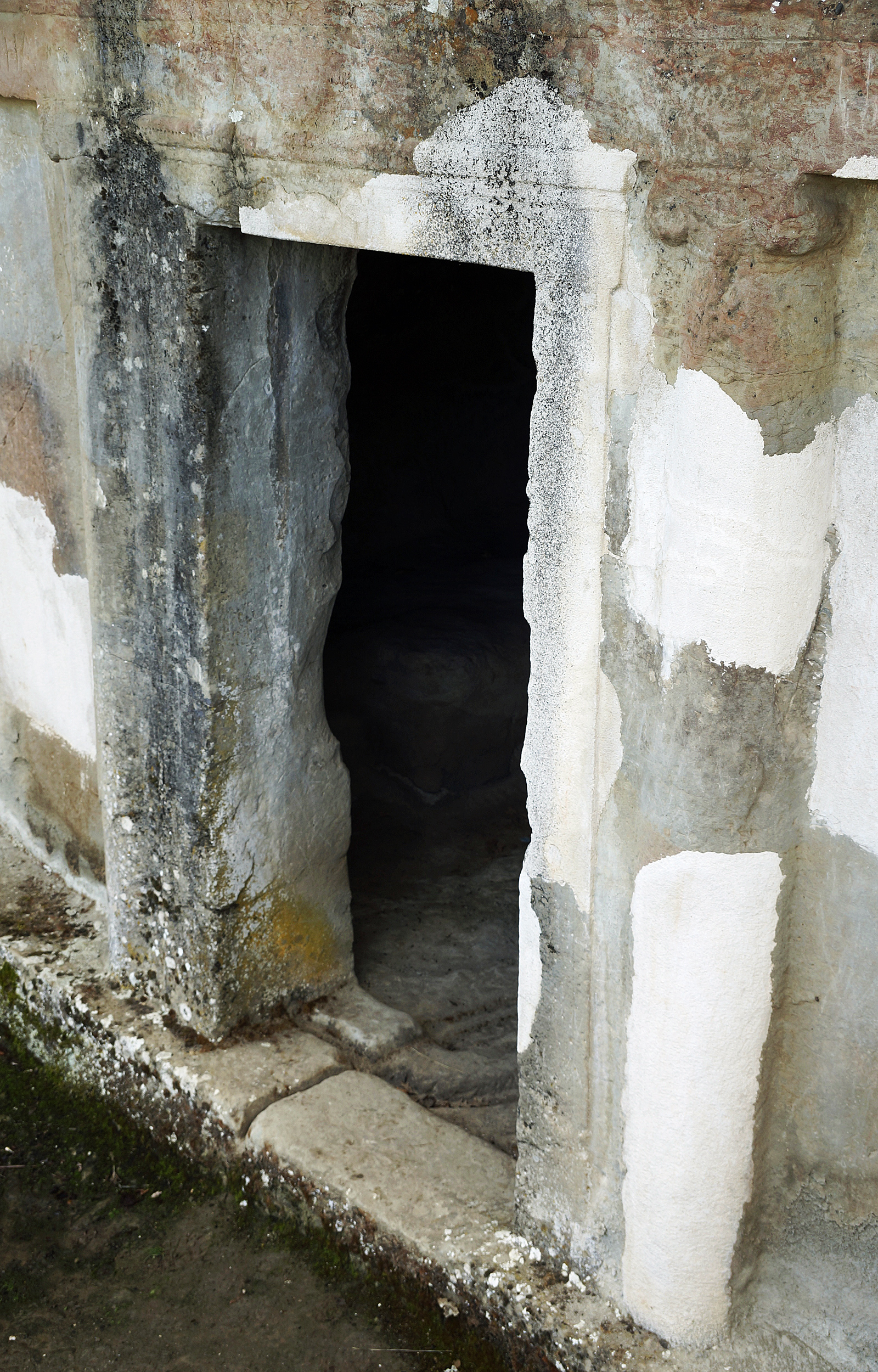
Tombeau I.

Le tombeau no 1 se compose d'une chambre funéraire rectangulaire avec une antichambre ou parvis. Une voûte en berceau recouvre la chambre funéraire, dont la hauteur est de 2,10 m. Devant la porte il y a une gouttière et des mortaises. La façade du tombeau présente une colonnade de pilastres doriques avec des chapiteaux ressemblant à l'ordre ionique qui décorent la façade sur laquelle on peut encore voir des traces de peinture, avec un entablement au-dessus. La porte est importante. Dans la chambre funéraire se trouvent deux couches taillées dans la roche, l'une contre la paroi latérale et l'autre contre la paroi arrière. Ce tombeau s'oriente vers le tombeau monumental macédonien de la seconde moitié du IVe siècle av. J.-C..

### Tombeau II - Théâtre funéraire (milieu duIIIesiècleav. J.-C.)

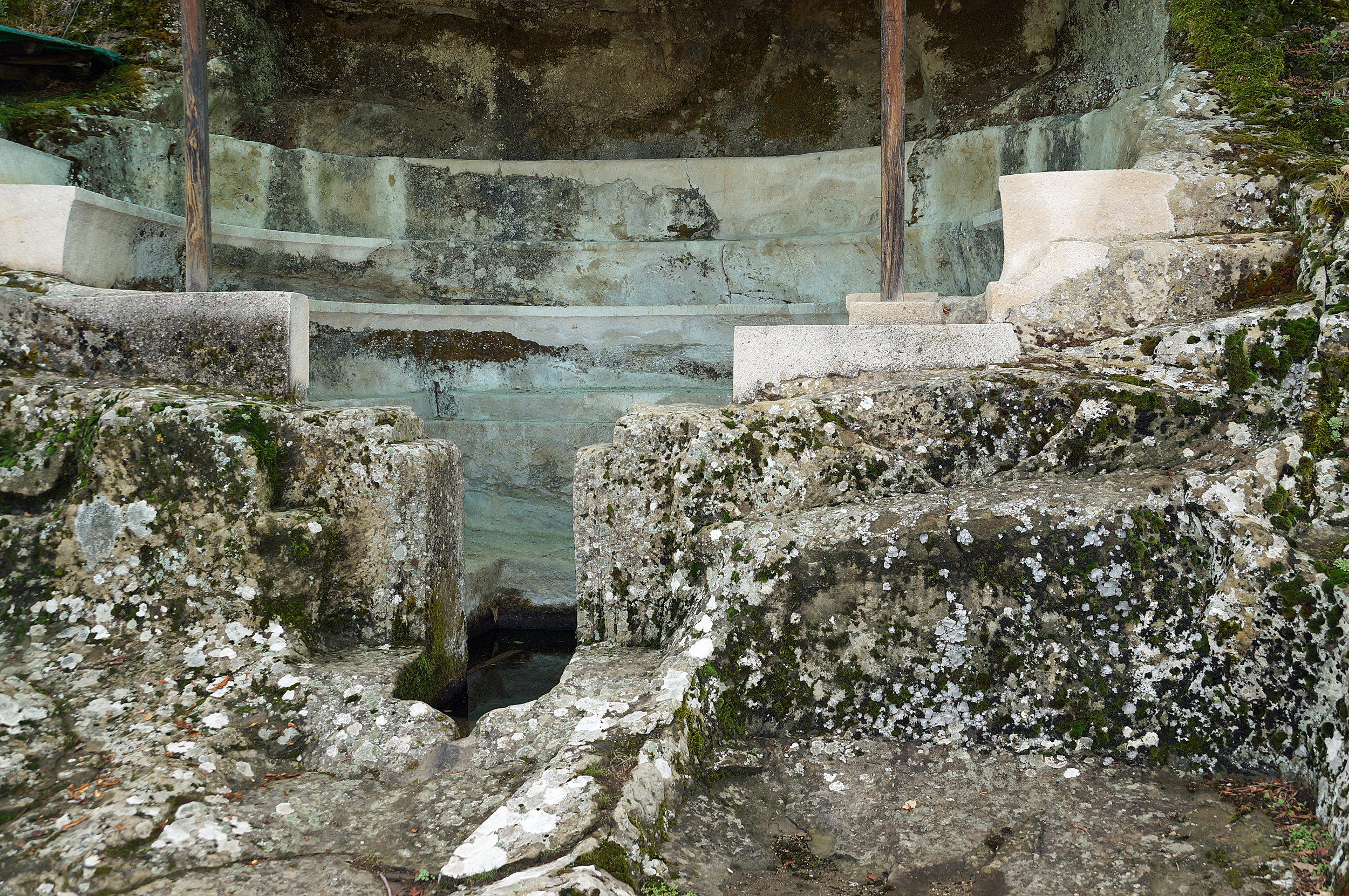
Tombeau II.

La tombe II comporte deux éléments : en dessous se trouve une chambre funéraire rectangulaire avec des escaliers qui descendent. À l'origine, elle aurait été scellée par des dalles de pierre. Au-dessus se trouve un complexe aux allures de théâtre avec deux rangées de sièges en gradins qui auraient pu servir à des rituels ou à des visites familiales liées au défunt.

### Tombeau III - Sépulture centrale (milieu duIIIesiècleav. J.-C.)

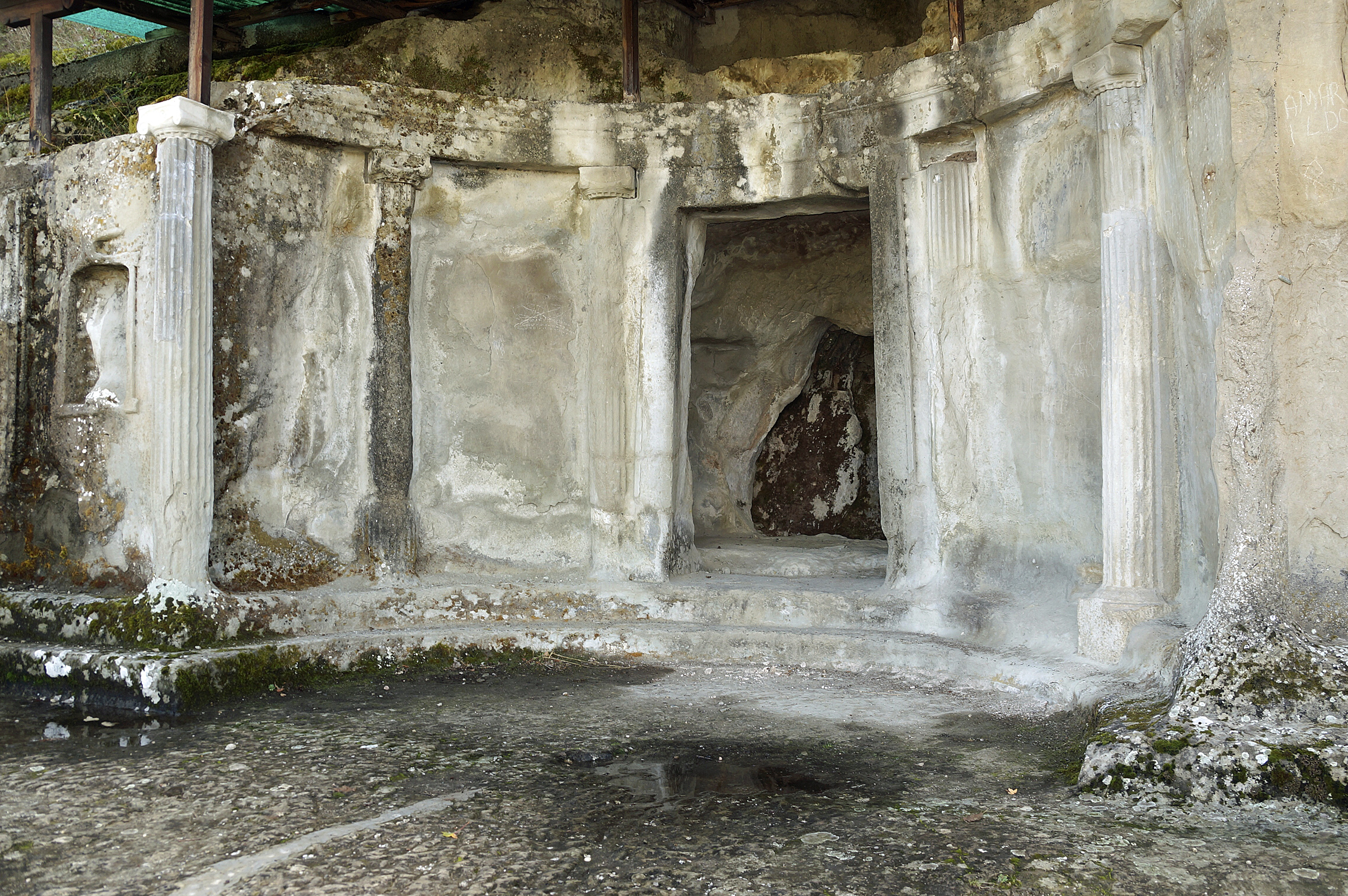
Tombeau III.

Le tombeau est sur deux niveaux. Le niveau supérieur est une exèdre taillée dans la roche en forme d'hémicycle ionique, avec huit pilastres dont les chapiteaux flanquant l'entrée ont été réalisés séparément. À gauche se trouve une niche avec un relief gravé d'un bucrane et d'un casque de type pergamien. À droite se trouve un relief d'un bouclier illyrien-macédonien. Le sol du tombeau était recouvert d'une mosaïque, mais il n'en reste rien. La porte, qui aurait été scellée, mène à une pièce étroite. Oliver Gilkes considère que cette chambre a pu être abandonnée en raison de l'irrégularité de la roche, et que la chambre située en dessous a pu être creusée en conséquence. Une faille dans la roche et des marques de pioche grossières sont visibles. La deuxième chambre a une haute voûte en berceau et contenait deux sarcophages magnifiquement sculptés en forme de canapés. Dix sépultures ont été retrouvées dans cette chambre, certaines dans les sarcophages et d'autres dans le sol. Une seconde période de sépulture est attestée. Ceux-ci datent des dernières décennies du IIIe siècle et ont produit de nombreux objets funéraires, aujourd'hui exposés à Tirana. Certains érudits pensent qu'il s'agit peut-être du tombeau d'une famille royale ou d'une dynastie. Parmi les objets funéraires figurent des boucles d'oreilles en or, des colliers, des épingles, des bagues, tous de type hellénistique, des accessoires de ceinture, du fer, un ornement en argent représentant une scène de bataille, des armures, des pointes de lance et trente récipients en céramique.

### Tombeau IV (seconde moitié duIIIesiècleav. J.-C.)

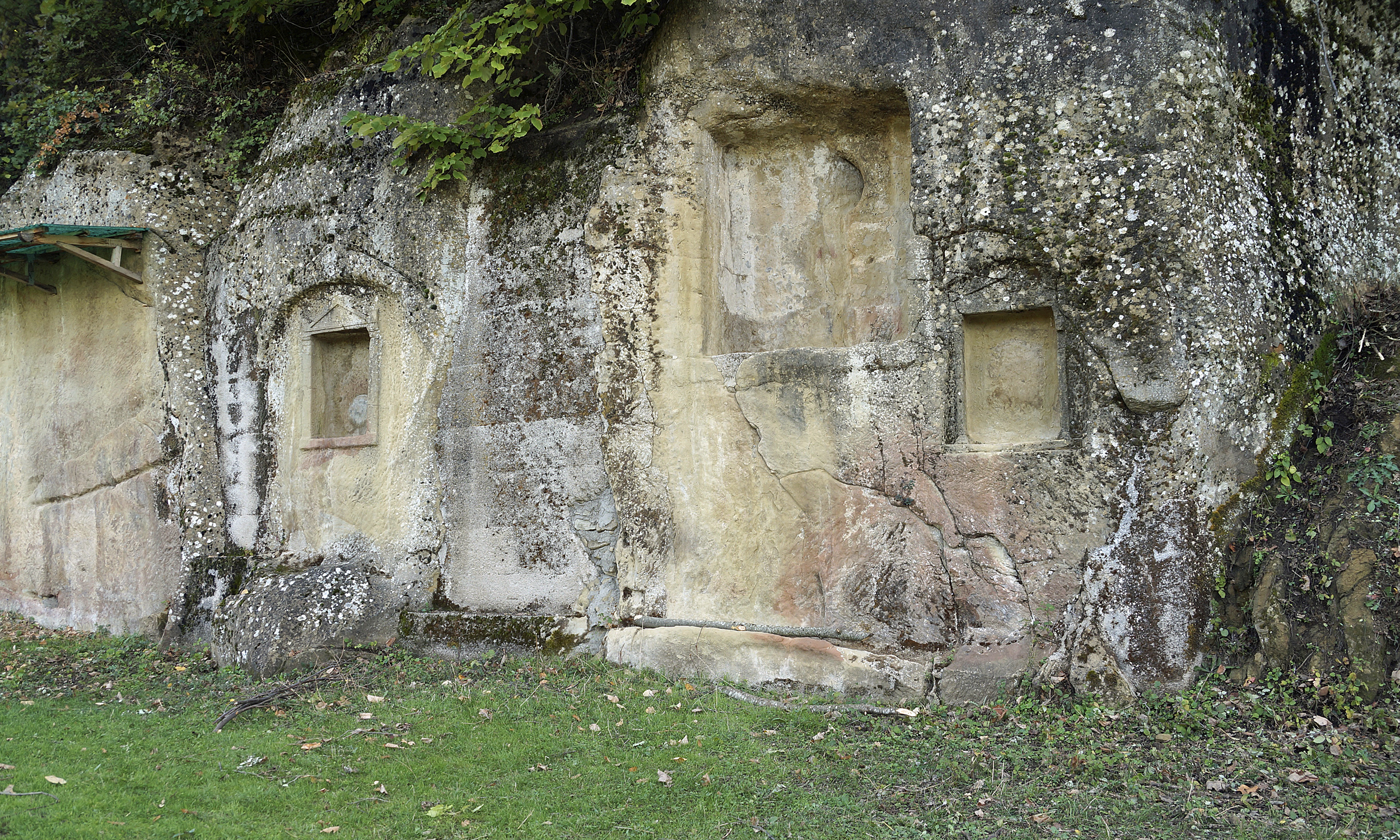
Une partie de la façade du tombeau IV.

Le tombeau IV a une façade de cinq mètres de haut avec deux colonnes ioniques sculptées séparément ainsi que l'entablement et le tympan d'un temple. C'est le plus monumental de tous. La façade n'est plus in situ, même si certaines parties sont visibles au sol. Il y avait à l'origine une porte en pierre à deux vantaux. Les fentes du seuil sont clairement visibles. La chambre funéraire couverte est creusée dans une voûte en berceau et était à l'origine recouverte de plâtre peint. La chambre contient un seul sarcophage en dalles de pierre, qui a été pillé dans l'Antiquité. La tombe date de la seconde moitié du IIIe siècle av. J.-C. Sept niches sont creusées dans la roche de la longue façade, partiellement recouvertes d'inscriptions qui auraient pu être faites par le constructeur ou le maître d'œuvre, selon les archéologues. Ils datent du Ier siècle av. J.-C.,.

### Tombeau V (fin duIIIesiècleav. J.-C.)

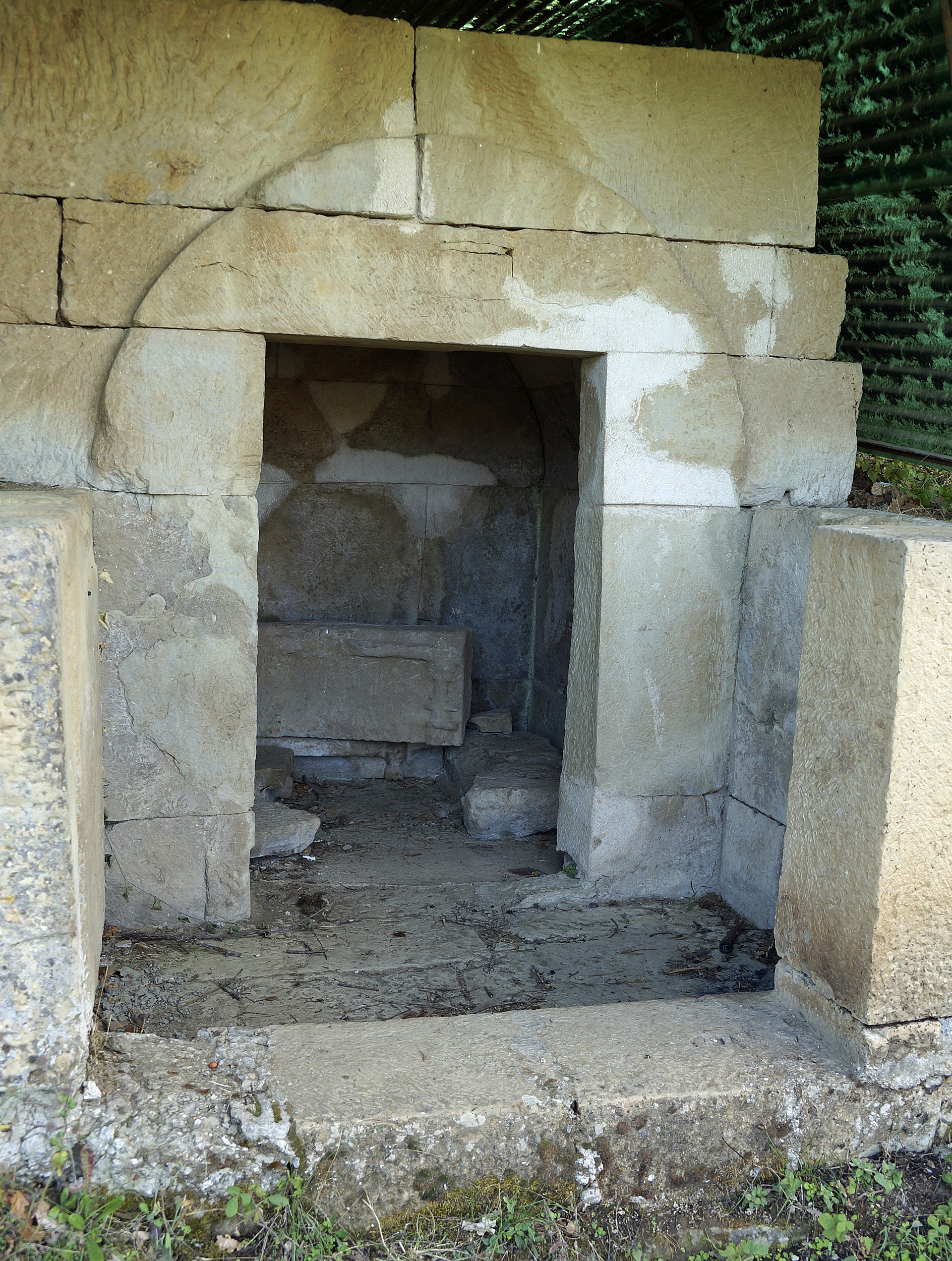
Tombeau V.

Le dernier tombeau a la forme d'un tombeau macédonien et se compose d'une antichambre et de la chambre funéraire proprement dite, toutes deux couvertes et construites en pierre de taille. Une dalle de pierre avec relief sert de fausse porte à la chambre funéraire. Dans la chambre elle-même se trouvent les restes de trois sarcophages en forme de klinai, construits avec des blocs de pierre dressés. Ils étaient principalement utilisés pour les enterrements de corps. Plus tard, des urnes et des objets funéraires ont été déposés dans le sarcophage. Le tombeau a été pillé dans l'Antiquité.